# エヂカラ
株式会社エヂカラは、東京都港区虎ノ門に所在する番組制作会社である。

## 概要
2021年（令和3年）、当時・ホールマンの代表取締役・橋本元康と、SPGホールマンの代表取締役・宮﨑達也が設立。
社名ロゴマーク『エヂカラ Factory and Human resorces』の「“Factory and Human resorces”」とは、日本語で訳すと“工場と人材”である。
関連会社では、ポストプロダクション会社・株式会社E・Force Studio（イーフォーススタジオ）。

## 所属スタッフ
プロデューサー
- 武井陽介（取締役）
- 高橋由佳（取締役）
- 青田和大　
- 大城裕子
- 藪内智子

アシスタントプロデューサー　　
- 大島海咲　
- 竹内美佳

チーフディレクター
- 堀景輔
- 河野拓馬　　　　　

ディレクター
- 佐藤祐基
- 萩原愁詞　
- 大貫翔平
- 福島雄基
- 清水雄登
- 山本海
- 佐藤蒼士

## 主な制作番組
太字：現在放映中またはこれから放映予定する番組。

### テレビ番組

#### NHK
スペシャル
- リトル・アインシュタインは今!?（NHK Eテレ 2021年8月21日 - ）

#### 日本テレビ / NNN・NNS列
レギュラー
- 月刊プロ野球!さまぁ〜ずスタジアム（BS日テレ 2018年3月23日 - ）
- ZIP!（2021年3月29日 - ）

スペシャル

#### テレビ朝日 / ANN系列
レギュラー
- 路線バスで寄り道の旅（2015年4月5日 - ）
- テレビ千鳥（2019年4月2日 - 2021年3月28日）
- ニンチド調査ショー（2022年9月29日 - ）

スペシャル
- ザワつく!路線バスで寄り道の旅（2021年8月29日 - 、現在5回放映。）
- 千鳥の芸人C-1グランプリ（2021年9月3日）
- 知ってる世代? 知らない世代? ニンチド調査ショー（2022年4月10日）
- ニンチド調査ショー 昭和平成令和のアレコレ&芸能人 禁断のニンチド大発表SP（2022年6月22日）
- 霜降り&錦鯉の親孝行イズビューティフル（2022年6月25日）

#### テレビ東京 / TXN系列
レギュラー
- シナぷしゅ（2020年4月6日 - ）
- 昼めし旅 〜あなたのご飯見せてください!〜（2014年5月19日 - ）
- じっくり聞いタロウ〜スター近況㊙報告〜（2016年7月8日 - ）
- 家、ついて行ってイイですか?（2014年1月6日 - ）
- 種から植えるTV（2022年4月3日 - ）

スペシャル
- チャリ飯旅〜しまなみ海道&福島でご当地めし探し!〜（2021年8月15日）
- 大学お笑いMONSTERS〜お笑いのプロが本当に面白い学生芸人No.1を決定（2021年9月2日）
- 月曜プレミア8 主治医が見つかる診療所（2021年10月18日 - 、現在7回放映。）
- チャリ飯旅2〜北九州から下関でご当地めし探し!〜（2021年11月23日）
- チャリ飯旅3 夏の多摩湖・狭山湖ぐるり1周!ご当地めし探し（2022年8月14日）
- チャリ飯旅4 秋の北九州でご当地めし探し!（2022年11月27日）

#### TBSテレビ / JNN系列
スペシャル
- 再現できたら100万円!THE神業チャレンジ（2021年5月15日 - ）
- 集まれ！内村と○○の会（2022年9月2日 - ）

#### フジテレビ / FNN・FNS系列
スペシャル
- アンタッチャブルのおバカワいい映像バトル
- あなたのコネのおかげです

### ネット配信
- テレビ朝日 夏のデジタルチャレンジ DAIGOの乾杯!サマーキャンプ（テレ朝公式YouTubeチャンネル 2021年7月28日 - 8月12日、全5回、※現在は配信終了。）
- ノブコブ吉村のあの話、聞かせ亭（2021年9月18日 - 10月14日、全5回、※現在は配信終了。）